# Adolf Potočar
Adolf Potočar, slovenski veslač, * 18. avgust 1932, Ljubljana.
Potočar je za Jugoslavijo nastopil na Poletnih olimpijskih igrah 1960 v Rimu, kjer je veslal v četvercu s krmarjem, ki je na teh igrah osvojil tretje mesto v repesažu prve kvalifikacijske skupine in se ni uvrstil v nadaljnje tekmovanje.